# Flot Rouge
Flot Rouge ist eine Rotweinsorte. Es handelt sich um eine Neuzüchtung, die vom französischen Züchter Albert Seibel durch Kreuzung der durch Hermann Jaeger gezüchteten Hybridrebe Jaeger 70 mit der Rebsorte Aramon entwickelt wurde. Sie ist somit direkt mit der Sorte Aramon du Gard verwandt. Durch den Einfluss der Elternteile besitzt die Hybridrebe Flot Rouge die Gene der Wildreben Vitis vinifera, Vitis rupestris und Vitis lincecumii. Die Sorte gehört zur Familie der Seibel-Reben.
Vor 1958 wurde sie auf knapp 3522 Hektar in Frankreich angebaut. Aufgrund des EU-weiten Verbots von Hybridreben für den gewerblichen Ausbau von Wein verschwand sie jedoch nahezu vollständig.
Die früh reifende und ertragreiche Sorte verfügt über eine gute Resistenz gegen die Rebkrankheiten Echter Mehltau und Falscher Mehltau. Sie erbringt tiefrote Rotweine denen es aufgrund fehlender Säure jedoch an Struktur fehlt und daher platt wirken.
Siehe den Artikel Weinbau in Frankreich sowie die Liste von Rebsorten.
Synonyme: Seibel 1020 (die Zuchtnummer), Roi des hybrides.
Abstammung: Jaeger 70 × Aramon